# 真奈
真奈（まな、1994年1月16日 - ）は、日本のグラビアアイドル。本名非公表。
静岡県三島市出身。オフィスヴィッシュ（2017年まで）、ゼロイチファミリア（2021年まで）を経て、2022年現在はフリーランス。

## 経歴
2013年、日テレジェニック候補生に選出。
2014年、ミスiD2015のセミファイナリストに選出され、同年のミスiDフェスに出演。

## 人物
趣味は歌を歌うこと、漫画を読むこと、ダンス、ダイビング、体を動かすこと。
鬼頭桃菜（元SKE48）など、アイドルを中心に交友関係が広い。

## 作品
- Fairy（2006年8月、アイドルファクトリー）
- 美少女学園vol.17 真奈 12歳（2006年11月、いもうと倶楽部）
- 早春（2007年2月、タスクオフィス）
- ぷりてぃまなてぃ（2007年5月、海王社）
- 美少女学園vol.35 真奈 13歳（2007年9月、いもうと倶楽部）
- 真奈 いつでも会える（2008年01月20日発売、タスクオフィス）[6]
- きゅーてぃまなてぃ（2008年5月30日、海王社）
- かくれんぼ（2008年8月20日、タスクオフィス）[7]
- 真奈100%（2010年6月29日、彩文館出版）[8]
- ハッピーアワー（2010年10月29日、スパイスビジュアル）[9][10]
- baby face（2011年3月25日、グラッソ）[11]
- 無邪気（2011年6月24日、グラッソ）[12]
- Kiss me（2011年10月16日、アースゲート）[13]
- 卒業証書（2012年3月23日、M.B.D.メディアブランド）[14]
- 思い出がいっぱい（2012年9月28日、グラッソ）[15]
- 愛してください（2013年10月18日、グラッソ）[16]
- まなてぃベイビー（2013年12月23日、イメージビデオ）[17]
- NEW KISS（2014年3月28日、スパイスビジュアル）
- コイビトツナギ（2019年3月25日、フェイス）
- まなちら（2019年9月25日、ラインコミュニケーションズ）
- manatsu（2020年9月25日、エスデジタル）
- 午後の秘めごと（2021年1月26日、イーネット・フロンティア）
- 特命捜査官・真奈（2021年7月25日、エアーコントロール）
- ドキドキ真奈ツアー（2021年11月25日、フェイス）

## 出演

### 雑誌
- 週刊プレイボーイ（集英社）
- Chu→Boh（海王社）
- moecco（マイウェイ出版）
- MOE STYLE vol.2（司書房）
- 決定版！XX 10月号[いつ?]（ミリオン出版）
- 月刊アームズマガジン 2月号[いつ?]（ホビージャパン）
- BOMB 2010年8月号（学研パブリッシング）
- 週刊少年チャンピオン 2010年 No.49（秋田書店）
- 週刊ヤングマガジン

### テレビ番組
- グラビアの美少女（2007年8月、MONDO21）[18]
- 志村&鶴瓶のあぶない交遊録 2019（2019年1月2日、テレビ朝日） - カーリング 役[19]
- まなちら（2020年2月23日、V☆パラダイス）
- ゴッドタン
- にちようチャップリン
- バカリズムの30分ワンカット紀行
- ミュージックドラゴン
- ミュージックブレイク
- むちむちサウナ（2022年9月7日、チバテレ）

### ウェブ番組
- チャンスの時間（2018年、AbemaTV） - さまざまな競技に参加。
- お願いランキング（AbemaTV）
- 原宿アベニュー（AbemaTV）
- みんカメ（AbemaTV）

### ミュージックビデオ
- Hilcrhyme Lost love song【II】
- 8utterfly engege
- kiseki その笑顔に花束を
- アクメ モノノケレクイエム
- blue but white gimme love

### 舞台
- アリスインプロジェクト×企画演劇集団ボクラ団義「ハイスクールミレニアム」（2011年12月13日 - 18日、池袋シアターKASSAI） - 岩崎保泉 役（ダブルキャスト、月組）
- 時空警察ヴェッカー1983（2013年8月） - 山本千鶴 役[20]
- コピーライト
- 転校生革命
- RAYZ OF LIGHT
- こっちにおいでジョセフィーヌ

### 書籍

#### 写真集
- まないた（2015年12月9日） - 1st写真集。クラウドファンディングにて制作[21]
- 原寸大おっぱい図鑑（2017年8月2日、一迅社、撮影：須崎祐次）ISBN 978-4-7580-1567-7[22] - Cカップ代表
- 美少女たちのシースルー写真集（2016年7月12日、徳間書店）※オムニバス
- ウインクキラー（2013年12月18日、マイウェイ出版）※オムニバス
- Blue　Lemon　Soda（2023年11月11日、LIKTEN）

### その他
- 清純いもうと倶楽部
- 2015、2016年 コジマ電気テーマソング
- モエッコチャンネル
- CONOMi 2010年度 パンフレットモデル
- 第2回週刊チャンピオン マスコットガール選手権〜高校生大会〜
- 週刊プレイボーイ ちっぱい番付東大関
- 週刊プレイボーイ ちっぱい美巨尻番付東張出横綱
- 週刊プレイボーイ パンチラ番付東横綱
- 週刊プレイボーイ 週プレ酒場 シャンパン女王
- knock outラウンドガール
- eBASEBALLガールズ
- グラチア
- カレーの伝導師
- 香港 日清カップヌードルCM